# Polyrhachis limbata
Polyrhachis limbata är en myrart som beskrevs av Carlo Emery 1897. Polyrhachis limbata ingår i släktet Polyrhachis och familjen myror. Inga underarter finns listade i Catalogue of Life.